# Джейн-Лю (Західна Вірджинія)
Джейн-Лю (англ. Jane Lew) — місто (англ. town) в США, в окрузі Льюїс штату Західна Вірджинія. Населення — 408 осіб (2020).

## Географія
Джейн-Лю розташований за координатами 39°6′39″ пн. ш. 80°24′29″ зх. д. / 39.11083° пн. ш. 80.40806° зх. д. (39.110783, -80.408009).  За даними Бюро перепису населення США в 2010 році місто мало площу 0,64 км², з яких 0,62 км² — суходіл та 0,02 км² — водойми.

### Клімат
| Клімат : Джейн-Лю     | Клімат : Джейн-Лю | Клімат : Джейн-Лю | Клімат : Джейн-Лю | Клімат : Джейн-Лю | Клімат : Джейн-Лю | Клімат : Джейн-Лю | Клімат : Джейн-Лю | Клімат : Джейн-Лю | Клімат : Джейн-Лю | Клімат : Джейн-Лю | Клімат : Джейн-Лю | Клімат : Джейн-Лю | Клімат : Джейн-Лю |
| Показник              | Січ.              | Лют.              | Бер.              | Квіт.             | Трав.             | Черв.             | Лип.              | Серп.             | Вер.              | Жовт.             | Лист.             | Груд.             | Рік               |
| Середній максимум, °C | 8,9               | 8,9               | 12,8              | 19,4              | 25,0              | 28,9              | 31,7              | 30,0              | 27,8              | 21,1              | 13,9              | 8,9               | 20,0              |
| Середній мінімум, °C  | −4,4              | −4,4              | −1,7              | 3,3               | 8,3               | 13,3              | 15,6              | 15,0              | 12,2              | 4,4               | 0,0               | −3,3              | 5,0               |
| Норма опадів, мм      | 91                | 76                | 97                | 94                | 107               | 117               | 114               | 114               | 89                | 71                | 76                | 81                | 1130              |
| --------------------- | ----------------- | ----------------- | ----------------- | ----------------- | ----------------- | ----------------- | ----------------- | ----------------- | ----------------- | ----------------- | ----------------- | ----------------- | ----------------- |
| Джерело: Weatherbase  |                   |                   |                   |                   |                   |                   |                   |                   |                   |                   |                   |                   |                   |

## Демографія
Згідно з переписом 2010 року, у місті мешкало 409 осіб у 195 домогосподарствах у складі 111 родини. Густота населення становила 642 особи/км².  Було 213 помешкання (335/км²).
Расовий склад населення:
| - 98,8 % — білих - 0,2 % — корінних американців - 0,2 % — азіатів |

До двох чи більше рас належало 0,7 %. Частка іспаномовних становила 0,2 % від усіх жителів.
За віковим діапазоном населення розподілялося таким чином: 19,3 % — особи молодші 18 років, 63,1 % — особи у віці 18—64 років, 17,6 % — особи у віці 65 років та старші. Медіана віку мешканця становила 41,8 року. На 100 осіб жіночої статі у місті припадало 90,2 чоловіків;  на 100 жінок у віці від 18 років та старших — 83,3 чоловіків також старших 18 років.
Середній дохід на одне домашнє господарство  становив 43 941 долар США (медіана — 34 464), а середній дохід на одну сім'ю — 54 932 долари (медіана — 41 000). За межею бідності перебувало 8,5 % осіб, у тому числі 4,3 % дітей у віці до 18 років та 10,9 % осіб у віці 65 років та старших.
Цивільне працевлаштоване населення становило 157 осіб. Основні галузі зайнятості: освіта, охорона здоров'я та соціальна допомога — 28,0 %, транспорт — 10,2 %, сільське господарство, лісництво, риболовля — 9,6 %.